# Chaldun al-Mubarak

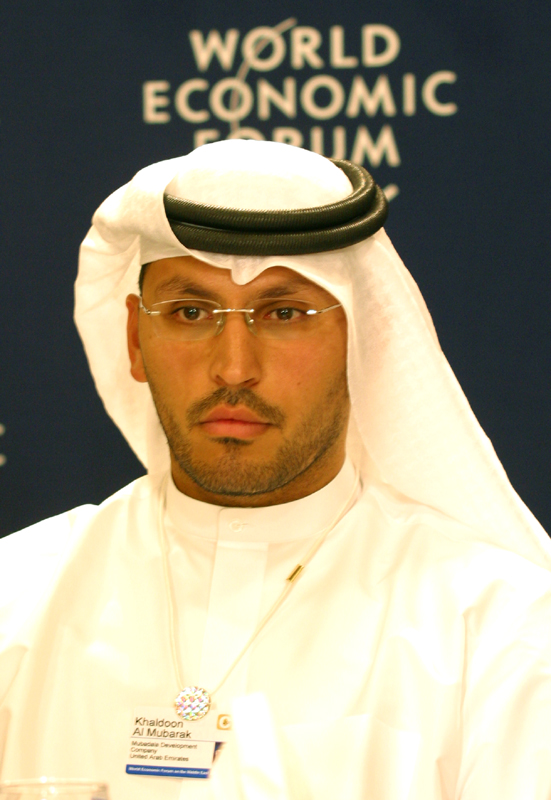
Chaldun al-Mubarak auf dem Weltwirtschaftsforum (2007).

Chaldun al-Mubarak (arabisch خلدون المبارك Chaldūn al-Mubārak, DMG Ḫaldūn al-Mubārak) oder Khaldoon Khalifa (Ahmad) Al Mubarak (arabisch خلدون خليفة احمد المبارك Chaldūn Chalīfa Ahmad al-Mubārak; * 1. Dezember 1975 in Abu Dhabi) ist ein Unternehmer aus den Vereinigten Arabischen Emiraten.

## Leben und Wirken
Chaldun al-Mubarak wurde in Abu Dhabi geboren, wuchs in den Vereinigten Staaten auf, wo er auch sein Studium absolvierte und dieses mit einem Diplom in Wirtschaftswissenschaft (Economics and Finance) der Tufts University in Boston abschloss.
Al-Mubarak ist ein Unternehmer und in der Bauausführung und Immobilienwirtschaft tätig. Seine erste berufliche Aufgabe hatte er als Verkaufsleiter der Abu Dhabi National Oil Company. Anschließend war er bei der UAE Offsets Group tätig. Seit dieser Zeit er zusätzlich Vize-Vorsitzender von Dolphin Energy sowie CEO der Mubadala Development Company. 2005 wurde er zum Vizevorstand der abu-dhabischen Leasing-Firma Oasis International Leasing ernannt. Aufgrund seiner Position bei Mubadala Development ist er zudem Mitglied des Vorstands des 2006 in Abu Dhabi eröffneten Diabetes Center vom Imperial College London (ICLDC). Außerdem ist er Vizevorsitzender von Piaggio Aero und Vize-Vorstandsvorsitzender von LeasePlan. Al-Mubarak ist in vielen Aufsichtsräten (Boards of Directors) vertreten, beispielsweise von ALDAR Properties, der Emirates Foundation oder der First Gulf Bank. Während der Reform der abu-dhabischen Regierung im Jahr 2006 wurde al-Mubarak zum Chairman der Executive Affairs Authority und Mitglied des Exekutivrat des Emirats von Abu Dhabi.
Seit dem Kauf des Fußballclubs Manchester City durch die Abu Dhabi United Group im September 2008 ist al-Mubarak dessen Vorsitzender.

## Preise und Auszeichnungen
- 2007 Orden des Sterns der italienischen Solidarität
- 2012 St. Georgs Orden (Dresden)
- 2013 CBE (Komtur des britischen Ritterordens)